# Stämning (musik)
Med stämning menas i musik inställning av ett instrument så att det alstrar toner i rätt tonhöjd gentemot någon referens. Olika instrument stäms på olika sätt. En del instrument behöver stämmas varje gång man spelar på dem, ibland även under en övning eller konsert. Pianon, piporglar och harmonier stäms däremot mindre ofta, och av professionella stämmare. 
Ett blåsinstrument stäms genom att förändra längden på den vibrerande luftpelaren. Det görs på bleckblåsinstrument genom att skjuta in eller drar ut en stämbygel, medan man på träblåsinstrument ofta drar ut eller skjuter in munstycket. Stränginstrument stäms med stämskruvar eller stämnaglar som reglerar strängens spänning.
Vanliga hjälpmedel för att få en referenston - en stämton - då man stämmer instrument är stämgaffel, stämpipa eller stämapparat. I en symfoniorkester brukar det vara försteoboisten som ger stämton.

## Omstämning av stränginstrument
Det går att stämma på många olika sätt. Omstämningar, skordatura är när ett stränginstrument (ej klaviaturinstrument) stäms på oortodoxt sätt.